# Al-Mansur al-Qasim
Al-Qasim ben Muhammad ben ‘Alî, portant les titres honorifiques de al-Mansur al-Qasim  (« al-Qasim le Victorieux ») ou al-Kabir (« le Grand »), né le 13 novembre 1559 et mort le 19 février 1620, est un chef religieux et politique du Yémen, imam de la communauté des zaïdites. En 1597, il prend la tête d'une révolte contre l'Empire ottoman. Il défend la cause du chiisme dans sa version zaïdite contre les Ottomans sunnites. Après sa mort, son fils Al-Mu'ayyad Muhammad lui succède : il continue la lutte, chasse les Ottomans de leur province du Yémen et fonde la dynastie des Qasimides qui règne sur le Yémen jusqu'en 1872. Une branche issue des Qasimides se rend indépendante des Ottomans en 1911 et, après la Première Guerre mondiale, fonde le royaume mutawakkilite du Yémen.

## Biographie

### Origines

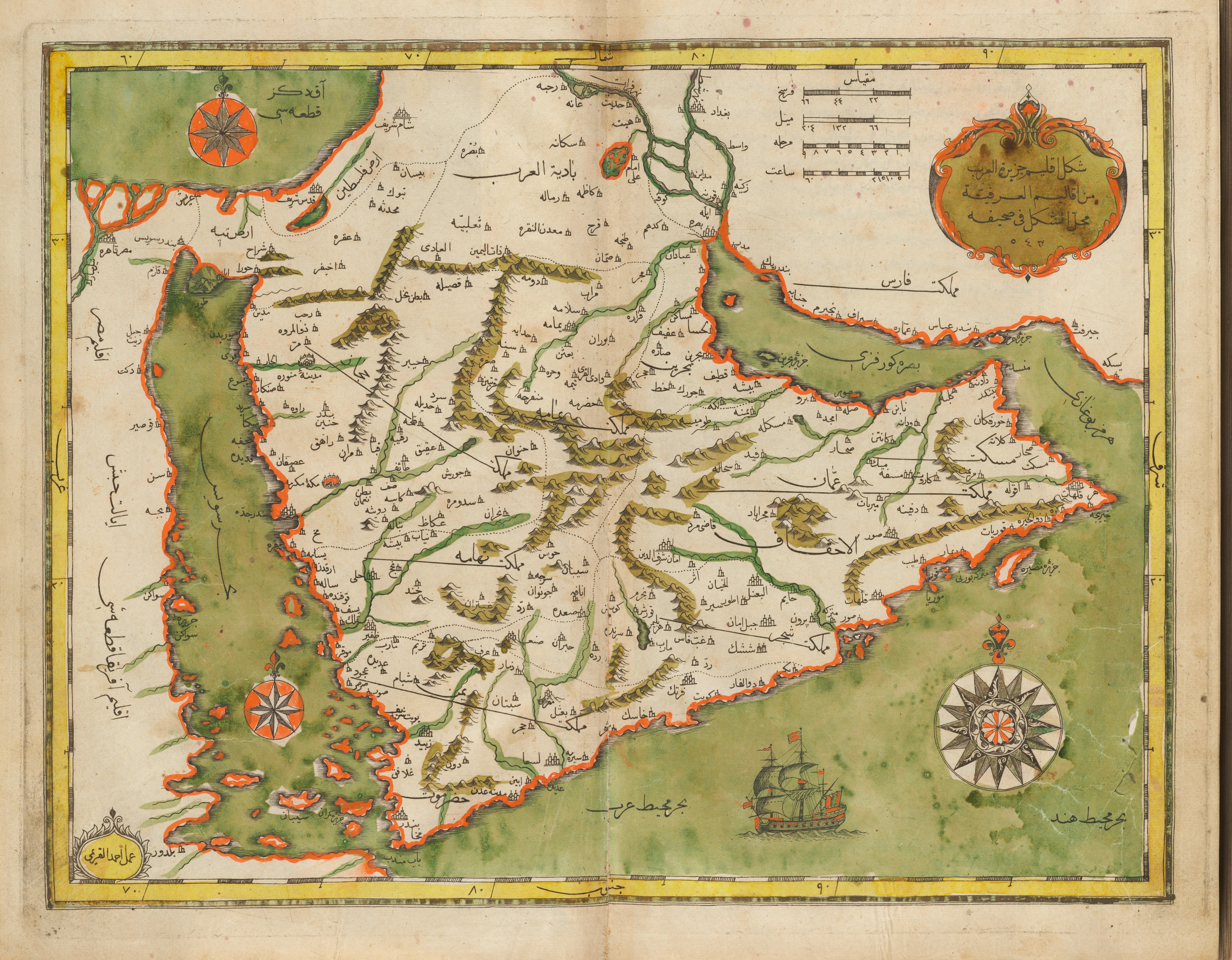
Carte ottomane de la péninsule arabique, 1732.

Après la conquête du sultanat mamelouk d'Égypte en 1517, l'Empire ottoman entreprend d'étendre sa souveraineté sur le Yémen, lointaine dépendance de l'État mamelouk. Ils occupent la côte mais il leur faut plusieurs campagnes difficiles pour étendre leur domination à l'arrière-pays montagneux. Un administrateur ottoman écrit : « Nous n'avons jamais vu une fournaise comme le Yémen pour nos soldats. Chaque fois que nous y avons envoyé un corps expéditionnaire, il a fondu comme du sel se dissout dans l'eau ».

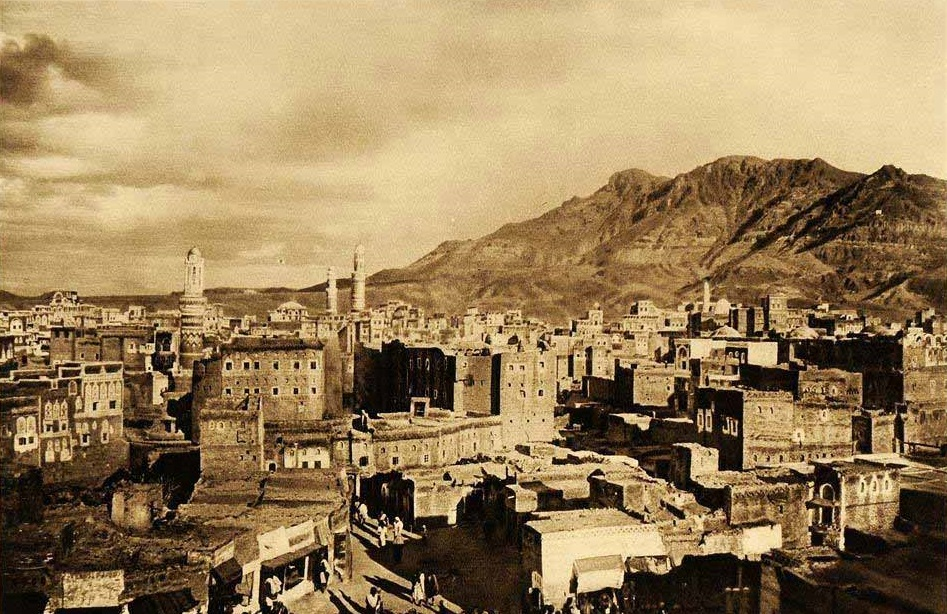
Sanaa en 1926.

Al-Qasim ben Muhammad est le descendant à la 14e génération d'Ad-Da'i Yusuf, imam d'une branche yéménite des Alides qui avait régné sur une partie du Yémen aux Xe et XIe siècles. Son père avait été un partisan de l'imam al-Mutahhar qui avait animé la résistance à l'envahisseur ottoman avant d'être vaincu en 1569-1570 ; lui-même est le desservant de la mosquée Dawud à Sanaa lorsque les Ottomans s'emparent de la ville. La mort d'al-Mutahhar en 1572 entraîne un morcellement de la communauté zaïdite et permet aux Ottomans de rétablir leur autorité sur l'ensemble du pays ; ils renforcent la position du sunnisme en construisant des medersas et mosquées sunnites comme la mosquée al-Bakiriyya à Sanaa. Les Ottomans s'efforcent de promouvoir la forme hanafite de l'islam aux dépens du zaïdisme, majoritaire dans les hautes terres du Yémen. Un des élèves d'al-Qasim lui suggère qu'il devrait se proclamer imam. Contrairement aux chiites duodécimains et septimains (ismaéliens) qui attendent le retour futur d'un « imam caché », les zaïdites se réclament d'un imam vivant, pouvant jouer le rôle de chef politique et militaire dans leurs révoltes contre les Ottomans.

### Lutte contre les Ottomans

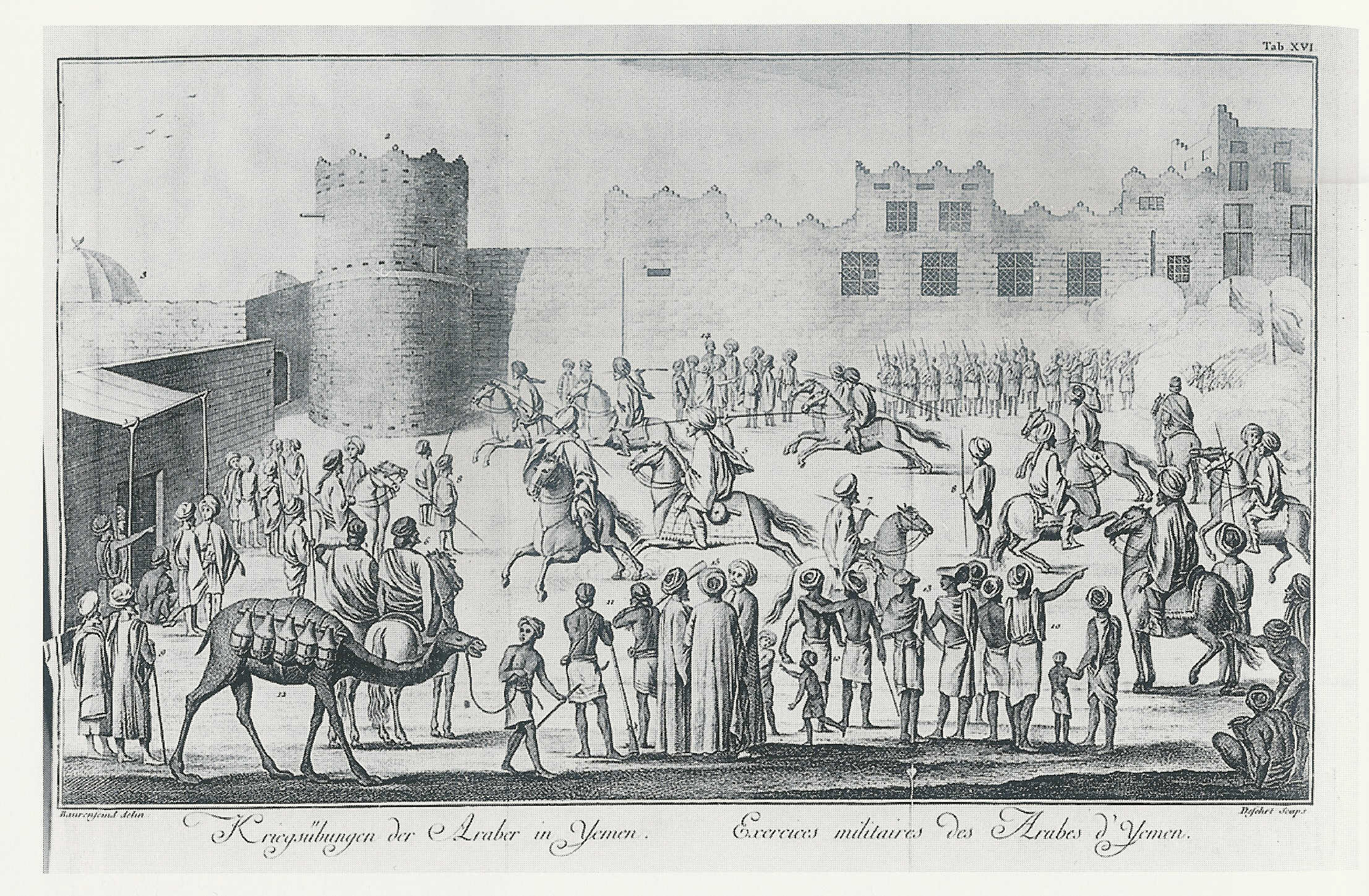
Exercices militaires des Arabes du Yémen, gravure de Carsten Niebuhr, Copenhague, v. 1774-1778.

En 1597, al-Qasim prend le titre d'imam au Jabal Qara, près de Saada, lance sa da'wa (proclamation) et se met à la tête d'une nouvelle révolte. D'abord battu, il se réfugie à Barat puis dans le Jabal Ahnum ; il obtient le ralliement des tribus Sanhân, Hamdân et Khawlân  et de l'imam rival de Thula et, en 1598, chasse la garnison ottomane d'Amran. À la fin de l'année, les Ottomans sont chassés du haut pays où ils ne tiennent plus que Sanaa et Saada ; en janvier 1599, Ali al-Jazairi Pacha, gouverneur du Habesh (Érythrée), débarque avec son armée pour réprimer la révolte. L'imam, qui a pris le titre d'al-Mansur (« Victorieux »), se retire une fois de plus au Jabal Ahnum mais Ali al-Jazairi Pacha est tué en août 1600. Les Ottomans gardent seulement le contrôle de la côte.

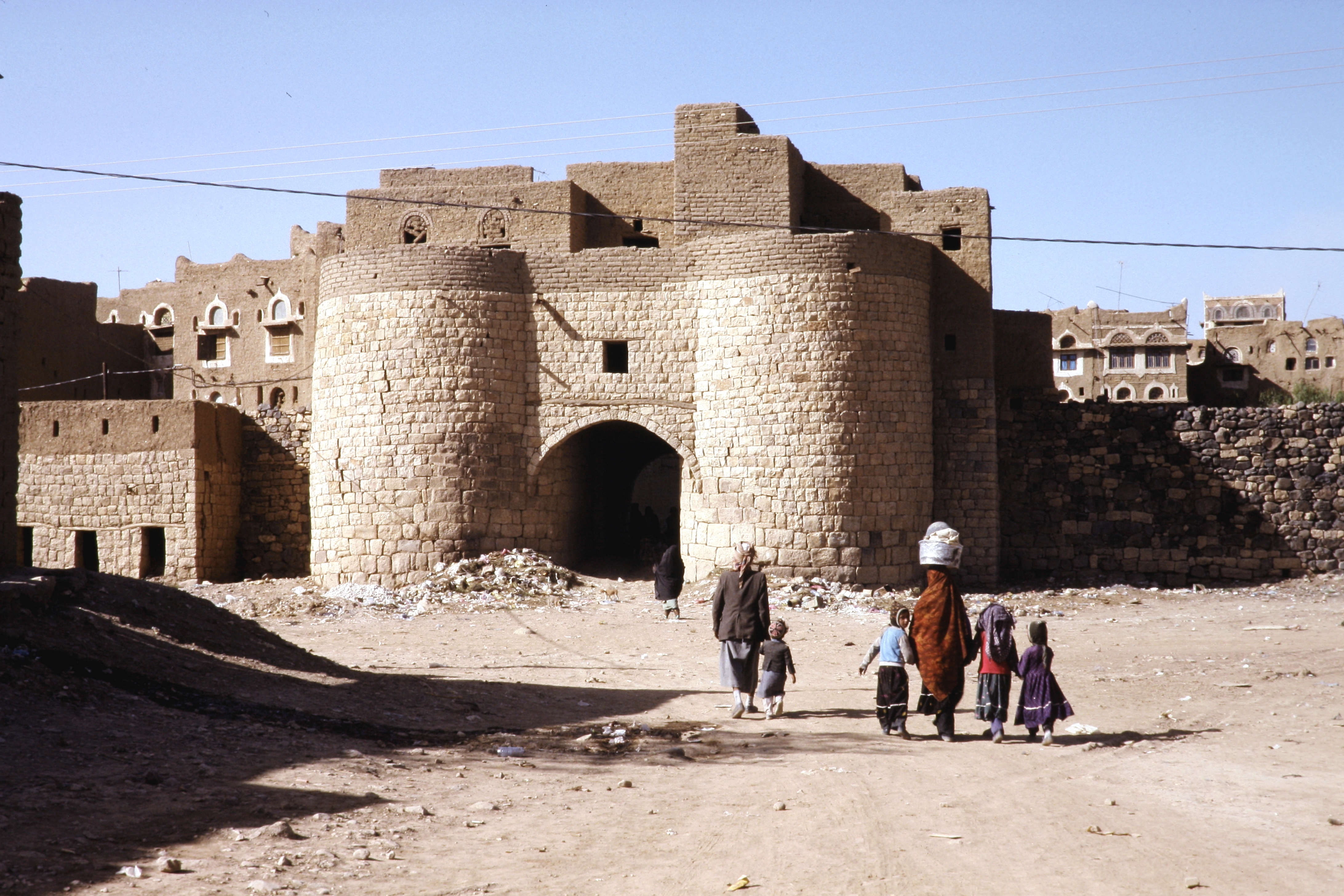
Porte de la citadelle d'Amran en 1992.

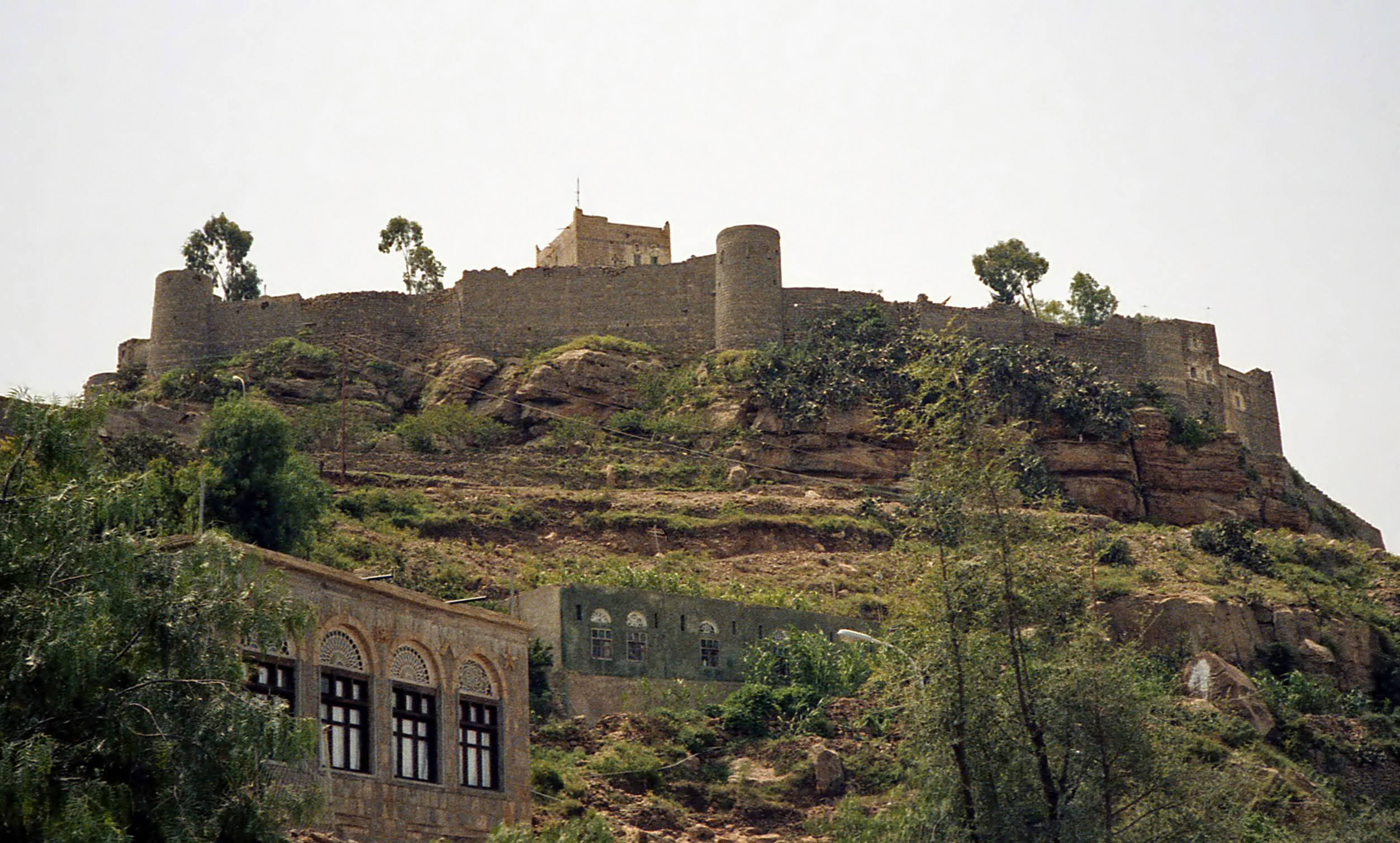
Forteresse de Hajjah en 1986.

En 1605, le gouverneur ottoman Sinan Pacha propose à al-Mansur Qasim un traité qui le rendrait autonome comme vassal des Ottomans mais les négociations n'aboutissent pas ; Sinan se rend impopulaire par sa brutalité et la charge fiscale qu'il impose. Abd al-Rahîm ben Abd al-Rahmân, émir zaïdite qui gouvernait les villes de Sharaf et Hajjah pour le compte des Ottomans, craignant d'être démis par Sinan Pacha, se rallie à al-Mansur al-Qasim. Celui-ci étend son emprise sur les régions au nord et à l'ouest de Sanaa tandis que la capitale et la région côtière (Tihama) restent aux mains des Ottomans.
En 1613-1614, le nouveau gouverneur ottoman Jaafar Pacha est confronté à une mutinerie de ses troupes, puis à une épidémie et à des inondations. Al-Mansur al-Qasim relance la révolte. En 1616, un nouveau gouverneur, Muhammad Pacha, rétablit temporairement l'autorité ottomane et restaure les remparts de Sanaa mais ne peut empêcher al-Mansur al-Qasim de s'enrichir par la contrebande de soufre. En 1618, les Anglais et les Hollandais obtiennent du gouverneur ottoman la permission de commercer dans les ports du Yémen. Ce commerce permet aux Yéménites de se procurer des armes à feu, de qualité médiocre mais capables de mettre en difficulté les troupes ottomanes démoralisées.
En 1619, al-Mansur al-Qasim conclut une trêve de 10 ans avec les Ottomans. Le pays connaît une sécheresse et une famine. L'imam meurt en février 1620 en laissant le pouvoir à son fils Muhammad, qui prend le titre de al-Mu'ayyad. Le pouvoir des imams zaïdites n'est pas exactement héréditaire et l'héritier doit prouver qu'il en est le plus digne parmi les membres de la lignée alide mais Muhammad al-Mu'ayyad satisfait aux conditions. Il reprend la guerre en 1626, prend Sanaa en 1629 et, en 1635, s'empare des dernières places ottomanes de la côte, Zabid et Mokha. Il règne sur tout le Yémen et fonde la dynastie des Qasimides qui donnera naissance, au XXe siècle, à celle des Mutawakkilites.

## Théologie
Au point de vue doctrinal, Al-Mansur al-Qasim partage la conviction professée par les zaïdites depuis le VIIIe siècle pour lesquels les deux premiers califes sont des usurpateurs. Il désapprouve l'école mutazilite qui, en se basant trop exclusivement sur la pensée rationnelle, s'éloigne de la lettre du Coran. Il condamne aussi le soufisme qu'il considère comme une hérésie, d'autant plus que les confréries soufies soutiennent les Ottomans. Enfin, il se montre hostile à l'ismaélisme, autre branche du chiisme en rivalité séculaire avec le zaïdisme.

### Sources et bibliographie
- (en) Cet article est partiellement ou en totalité issu de l’article de Wikipédia en anglais intitulé « Al-Mansur al-Qasim » (voir la liste des auteurs) dans sa version du 23 octobre 2020.
- Jane Hathaway, Karl Barbir, The Arab Lands under Ottoman Rule: 1516-1800, Routledge, 2013
- Bruce Masters, The Arabs of the Ottoman Empire, 1516-1918: A Social and Cultural History, Cambridge University, 2013
- R.B. Serjeant & R. Lewcock, San'a'; An Arabian Islamic City. London 1983.
- Michel Tuchscherer, « Chronologie du Yémen (1506-1635) », Chroniques yéménites, 8 | 2000,